# Eva Crane
Eva Crane (n. 12 iunie 1912 – d. 6 septembrie 2007) a fost o cercetătoare și autoare de cărți despre albine și creșterea albinelor. Specialistă în fizică nucleară, ea s-a îndreptat înspre domeniul apiculturii, călătorind în mai mult de 60 de țări, adeseori în condiții primitive. 
The New York Times scria "Dr. Crane a scris unele dintre cele mai importante cărți despre albine și apicultură" și nota faptul că "Sora ei mai mare, Elsie Widdowson, a ajutat la revoluționarea domeniului nutriției, arătând o energie similară în urmărirea și studierea obiceiurilor alimentare ale focilor de pe banchizele de gheață."

## Biografie
Născută la Londra, Ethel Eva Widdowson a obținut titlul de doctor în fizică nucleară în 1941. A devenit lector la facultatea de fizică a Universității Sheffield. S-a căsătorit cu James Crane, un agent bursier care lucra pentru Royal Navy Volunteer Reserve, în 1942. Soțul ei a murit în anul 1978. 

### Albinărit
A început să fie interesată de albine după ce ea și soțul ei au primit ca dar de nuntă o familie de albine; cel care le-a făcut cadoul a sperat că îi va ajuta la suplimentarea rației de zahăr pe care o primeau în acea perioadă de război. 
Crane a scris peste 180 de lucrări, articole, și cărți, multe între vârsta de 70 și 80 de ani. "A Book of Honey (1980) and The Archaeology of Beekeeping" (1983) a reflectat interesele ei în studiul nutriției și al apiculturii în antichitate. Scrierile sale au culminat cu două mari volume enciclopedice, Bees and Beekeeping: science, practice and world resources (1990; de 614 pagini) și The World History of Beekeeping and Honey Hunting (1999; 682 pagini). În aceste două cărți se păstrează experiența și cunoștințele unei vieți și sunt considerate cărți de căpătâi în lumea apicolă."
Eva Crane a decedat în orașul Slough din Anglia în vârstă de 95 de ani.